# Diocesi di Baris di Ellesponto
La diocesi di Baris di Ellesponto (in latino Dioecesis Barena in Hellesponto) è una sede soppressa del patriarcato di Costantinopoli e sede titolare della Chiesa cattolica.

## Storia
Baris, la cui localizzazione nell'odierna Turchia è ancora incerta, è un'antica sede episcopale della provincia romana dell'Ellesponto nella diocesi civile di Asia. Faceva parte del patriarcato di Costantinopoli ed era suffraganea dell'arcidiocesi di Cizico.
La diocesi è documentata nelle Notitiae Episcopatuum del patriarcato di Costantinopoli fino al XII secolo.
Sono solo due i vescovi certi di questa antica diocesi. Eutichiano non prese parte al concilio di Calcedonia del 451; nelle solenni sessioni del 25 e del 31 ottobre fu il metropolita Diogene di Cizico a sottoscrivere gli atti al posto del suo suffraganeo Eutichiano. Nel 458 Domnino sottoscrisse la lettera dei vescovi dell'Ellesponto all'imperatore Leone dopo la morte di Proterio di Alessandria. Ai concili di Costantinopoli dell'869-870 e dell'879-880 presenziarono due vescovi di Baris, Paolo e Stefano, che tuttavia potrebbero appartenere anche alla sede omonima di Pisidia.
Dal 1933 Baris di Ellesponto è annoverata tra sedi vescovili titolari della Chiesa cattolica; la sede è vacante dal 22 novembre 1990.
Dal XIV al XVI secolo la Santa Sede ha assegnato il titolo della ecclesia Libariensis, indicata dalle fonti coeve come suffraganea di Cizico. Questa sede è identificata con la diocesi di Baris di Ellesponto.

## Cronotassi

### Vescovi greci
- Eutichiano † (menzionato nel 451)
- Domnino † (menzionato nel 458)
- Paolo ? † (menzionato nell'869)
- Stefano ? † (menzionato nell'879)

### Vescovi titolariLibariensis
- Ladislas Sbrovolki, O.S.A. † (menzionato nel 1313)
- Joannes di Pécs, O.S.A. † (menzionato nel 1392)
- Domenico di Fighino † (? deceduto)
- Bruderus, O.P. † (14 luglio 1414 - ?)
- Alfonso Sanlúcar de Barrameda, O.F.M. † (2 aprile 1417 - ? deceduto)
- Juan de Baeza, O. F.M. † (1º ottobre 1434 - ?)
- Felice Fajadelli, O.P. † (22 maggio 1444 - ? deceduto)
- Johann von Merchteren, O.F.M. † (27 aprile 1457 - 1472 deceduto)
- Gautiero di Quinones † (28 novembre 1477 - ? deceduto)
- Alfonso di San Cipriano, O.P. † (3 dicembre 1492 - ?)
- Bernard Meurl, † (4 maggio 1496 - ?)
- Tommaso Benetti † (28 aprile 1497 - ?)
- Antoine Gard, O.F.M. † (1502 - ?)
- William Gibson † (16 luglio 1540 - ?)

### Vescovi titolari
- Louis Marie Maggi, O.P. † (8 ottobre 1738 - 20 agosto 1743 deceduto)[5]
- Jerome Aloysius Daugherty Sebastian † (22 dicembre 1953 - 11 ottobre 1960 deceduto)
- Walenty Wójcik † (26 ottobre 1960 - 22 novembre 1990 deceduto)